# Ratkovski potok
Rátkovski potok je levi pritok Kobiljskega potoka na Goričkem v Prekmurju. Izvira v gozdu nad vasjo Panovci, teče sprva skozi gozd, nato po širši dolini z mokrotnim dnom večinoma proti jugovzhodu skozi vasi Kančevci, Ratkovci, Berkovci in Prosenjakovci/Pártosfalva ter se pri Motvarjevcih/Szentlászló izliva v Kobiljski potok. 
Potok teče po naravni strugi, obdani z gostim obrežnim rastjem, v zgornjem delu večinoma po mokrotnih travnikih, v spodnjem delu je v dolinskem dnu večji delež njiv. Potok, nižinski gozd v zgornjem toku in mokrotni travniki so pomembni vodni in obvodni habitati, mdr. tudi za vidro (Lutra lutra).
V Berkovcih stoji tik ob potoku Časarov mlin, ki so ga zgradili leta 1930 in je deloval do 1968, od 2000 pa je muzej z ohranjeno strojno opremo in zavarovan kot kulturna dediščina lokalnega pomena. V Prosenjakovcih/Pártosfalva pa je ob potoku nekoč deloval Koltayev mlin, ki je nekoč vas oskrboval tudi z električno energijo.